# Novohrîhorivka, Kazanka
Novohrîhorivka (în ucraineană Новогригорівка) este un sat în comuna Novofedorivka din raionul Kazanka, regiunea Mîkolaiiv, Ucraina.

## Demografie
Componența lingvistică a localității Novohrîhorivka
     Ucraineană (90,78%)
     Rusă (5,99%)
     Alte limbi (0,92%)
Conform recensământului din 2001, majoritatea populației localității Novohrîhorivka era vorbitoare de ucraineană (90,78%), existând în minoritate și vorbitori de rusă (5,99%) și armeană (2,3%).